# Dalijja
Dalijja (hebr. דליה; ang. Daliyya, lub także Dalia; pol. Gałąź Winorośli) – kibuc położony w Samorządzie Regionu Megiddo, w Dystrykcie Północnym, w Izraelu. Członek Ruchu Kibuców (Ha-Tenu’a ha-Kibbucit).

## Położenie
Kibuc Dalijja jest położony na wysokości od 170 do 210 metrów n.p.m. na Wyżynie Manassesa, która oddziela Dolinę Jezreel od równiny przybrzeżnej na północy Izraela. Okoliczny teren stromo opada w kierunku północno-zachodnim do wadi strumienia Szelef, a po stronie południowej do wadi strumienia Nachal Dalijja. Oba strumienie łączą się ze sobą na zachód od osady. Wadi strumienia Szelef jest częściowo zalesione, natomiast pozostałe tereny wokół kibucu są wykorzystywane do celów rolniczych lub jako pastwiska. W otoczeniu Dalijji znajdują się kibuce Ramot Menasze, Ramat ha-Szofet, En ha-Szofet i Galed, oraz moszawy Giwat Nili i Ammikam. Na południowy wschód od osady są tereny szkoleniowe bazy Gadna Dżo’ara.
Dalijja jest położona w Samorządzie Regionu Megiddo, w Poddystrykcie Jezreel, w Dystrykcie Północnym Izraela.

## Historia

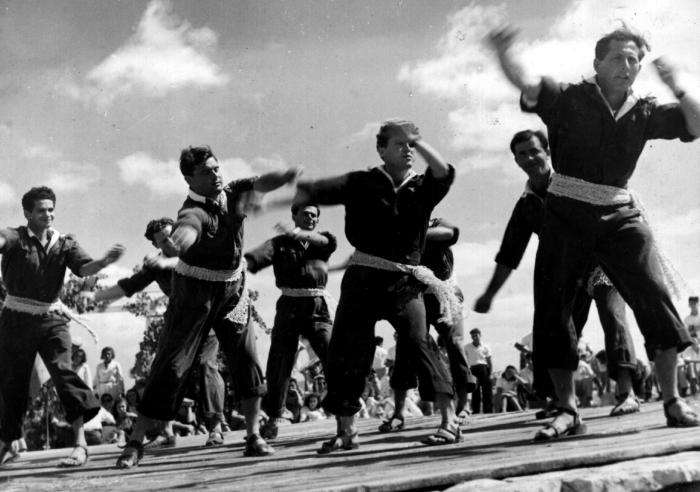
Festiwal Tańca w kibucu Dallija, 1951 r.

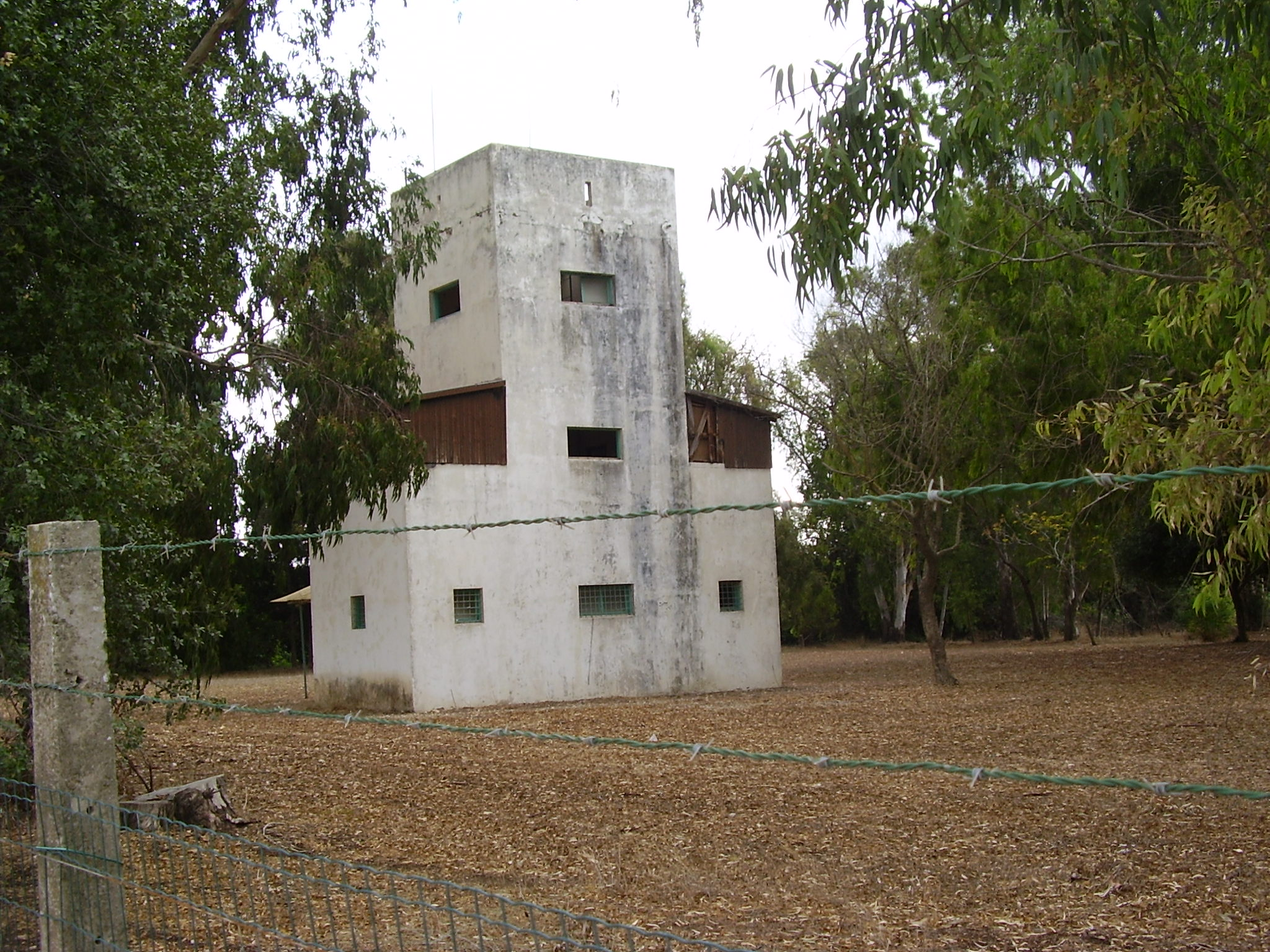
Stare budynki obronne kibucu

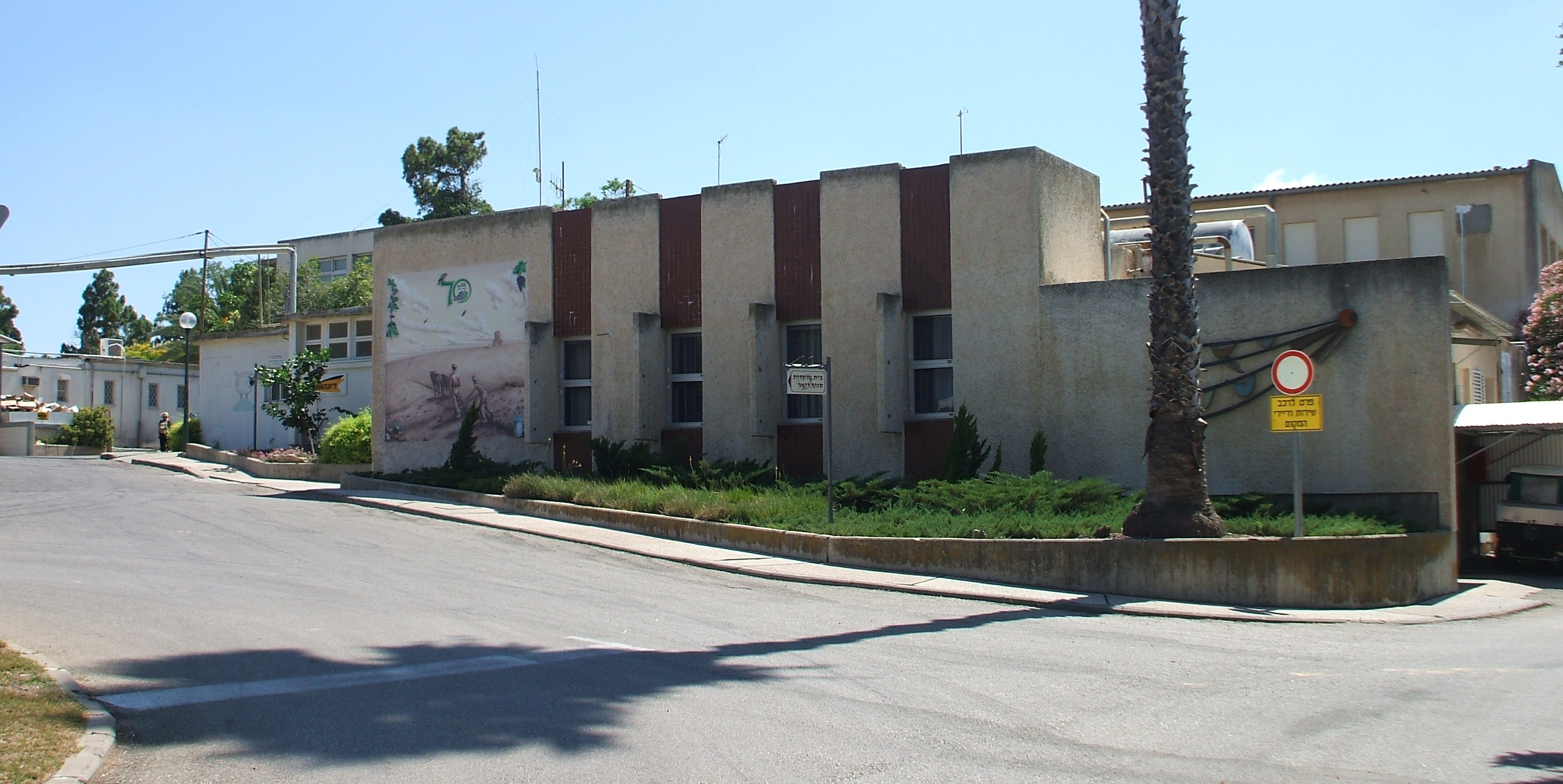
Tereny przemysłowe kibucu

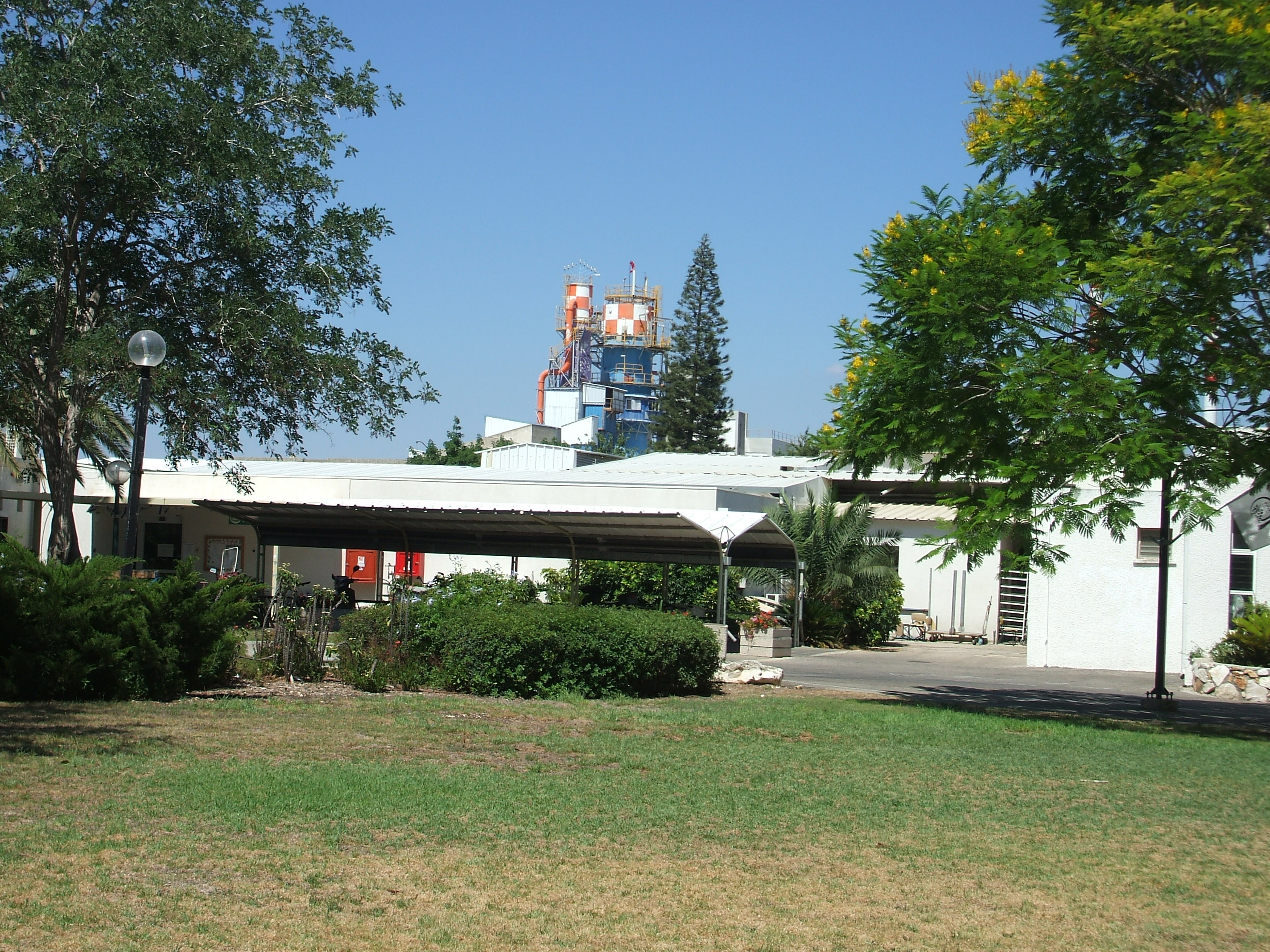
Tereny przemysłowe kibucu

Pierwotnie w miejscu tym znajdowała się arabska wieś Dalijat ar-Rauha. Po I wojnie światowej w 1918 roku cała Palestyna przeszła pod panowanie Brytyjczyków, który w 1921 roku utworzyli Brytyjski Mandat Palestyny. Umożliwiło to rozwój osadnictwa żydowskiego w Palestynie. W latach 30. XX wieku żydowskie organizacje syjonistyczne zaczęły wykupywać grunty na Wyżynie Manassesa.
Mniej więcej w tym samym czasie zaczęło zawiązywać się grupa założycielska przyszłego kibucu Dalijja. Powstała ona z połączenia się dwóch grup imigrantów. Pierwsza nazywała się Ba-Ma’ale i składała się z imigrantów pochodzących z Rumunii i Siedmiogrodu. Przyjechali oni do Palestyny w 1933 roku i zamieszkali w moszawie Magdiel, który obecnie jest częścią miasta Hod ha-Szaron. Mniejsza część zamieszkała w moszawie Kefar Malal. Utrzymywali się z pracy w rolnictwie i różnych tymczasowych miejscach zatrudnienia, oczekując na zezwolenie Agencji Żydowskiej i przyznanie im miejsca pod założenie własnej osady. Angażowali się oni aktywnie w różne formy działalności kulturalnej i politycznej. Druga grupa nazywała się Ba-Mifne i składała się z imigrantów z Niemiec. Większość z nich przeszła przed emigracją szkolenia rolnicze w Danii, Francji, Anglii i Niemczech. W 1933 roku przyjechali do Palestyny i zamieszkali w nowo powstałym moszawie Gan ha-Szomeron. Pracowali w ogrodach warzywnych tego moszawu oraz przy rozbudowie jego zabudowań. Część członków grupy znalazła zatrudnienie w Porcie Hajfa. Grupa ta także była mocno zaangażowana w działalność kulturalną i polityczną. Raz w miesiącu organizowali projekcje filmów lub przedstawienia teatralne, a co trzy tygodnie udawali się pieszo do kibucu En Szemer by słuchać wykładów politycznych. Czynnikiem łączącym obie grupy był fakt, że wielu ich członków należało do syjonistycznej organizacji młodzieżowej Ha-Szomer Ha-Cair. W dniu 26 kwietnia 1939 roku w sekretariacie Ha-Szomer Ha-Cair podjęto decyzję o połączeniu obu tych grup osadników.
W kilka dni później, 1 maja 1939 roku w sąsiedztwie arabskiej wioski Dalijat ar-Rauha założyli oni swój własny kibuc. Jego nazwę zaczerpnięto od tej sąsiedniej wioski, i nazwano go Dalijja. Była to typowa żydowska osada rolniczo-obronna, która posiadała wieżę obserwacyjną i obronną palisadę. Mieszkańcy kibucu poza pracą pełnili także obowiązki obrony osiedla. Początkowo mieszkali oni w namiotach, a budowa pierwszych domów rozpoczęła się latem 1940 roku. Wybudowano je w bezpośrednim sąsiedztwie arabskiej wioski Dalijat ar-Rauha, której większość mieszkańców wyjechało. Jedynym źródłem wody było niewielkie źródło w Dalijat ar-Rauha (wydajność 3 m³ wody na godzinę). Większość okolicznych gruntów była położona na stromych zboczach wzgórz, była słaba i pokryta grubą warstwą kamieni, przez co nie nadawała się do działalności rolniczej. W kibucu znajdowało się 160 członków i 14 dzieci. Eksperci wyrazili wątpliwość, czy tutejsze tereny w ogóle nadają się pod działalność rolniczą. Pionierzy z Dalijji jednak nie zniechęcili się i zaczęli usuwać kamienie z niewielkich kawałków ziemi, na których tworzyli ogródki warzywne. Poszukując alternatywnych źródeł dochodu rozwinęli rzemiosło i założyli kuźnię. Następnie przeprowadzono dużą akcję zalesiania. Posadzono 60 hektarów drzew, głównie sosny, cyprysów i szarańczynów strąkowych, ale także sad z jabłoniami, śliwami, oliwkami i winoroślą. Utworzono stado hodowlane owiec i fermę drobiu. Kontynuowano także nieustanną pracę oczyszczania pól z kamieni, wywożąc sterty gruzu kamiennego po każdej orce. W 1944 roku w kibucu zorganizowano Festiwal Tańca (do 1968 r. odbyło się jego pięć kolejnych edycji). W 1947 roku kibuc stał się bazą jednego z oddziałów kompanii szturmowych Palmach.
W poszukiwaniu skutecznego rozwiązania narastającego konfliktu izraelsko-arabskiego w dniu 29 listopada 1947 roku została przyjęta Rezolucja Zgromadzenia Ogólnego ONZ nr 181. Zakładała ona między innymi, że kibuc Dalijja miał znaleźć się w granicach nowo utworzonego państwa żydowskiego. Arabowie odrzucili tę rezolucję i dzień później doprowadzili do wybuchu wojny domowej w Mandacie Palestyny. Od samego początku wojny okoliczne wioski były wykorzystywane przez arabskie milicje, które sparaliżowały żydowską komunikację w całym regionie. W styczniu 1948 roku syjonistyczny działacz Josef Weitz wezwał do usunięcia mieszkańców z arabskich wiosek Dalijat ar-Rauha i al-Butajmat. W dniu 1 marca 1948 roku wioski zajęły siły żydowskiej Hagany i Irgunu. Wysiedlono wtedy ich mieszkańców. W dniu 4 kwietnia siły Arabskiej Armii Wyzwoleńczej zaatakowały pobliski kibuc Miszmar ha-Emek, rozpoczynając dziesięciodniową bitwę o Miszmar ha-Emek. Żydzi po odparciu napaści, zdołali przejść do kontrataku i 14 kwietnia zdobyli Dalijat ar-Rauha. Na początku czerwca wyburzono domy, aby w ten sposób uniemożliwić Arabom powrót do wsi. W wyniku I wojny izraelsko-arabskiej (1948–1949) cała okolica znalazła się w państwie Izrael, co umożliwiło dalszy stabilny rozwój kibucu Dalijja.
W 1949 roku do kibucu przyjęto grupę dzieci ocalałych z Holocaustu z Węgier. W 1950 roku wywiercono studnię o głębokości 374 metrów, która umożliwiła budowę wodociągu. Spowodowało to istotne zmiany w rozwoju rolnictwa, a także umożliwiło zasadzenie trawników, ogrodów i sadów. Dzięki temu puste tereny zostały bardzo szybko zazielenione, całkowicie zmieniając wygląd Dalijji. Na miejscu ruin opuszczonej wioski arabskiej powstał zakład produkujący wodomierze, a następnie fabryka mydła i detergentów. W ten sposób członkowie kibucu stali się pionierami w rozwoju zupełnie nowych kibuców przemysłowych. W dniu 30 października 1980 roku w kibuc uderzyło tornado, powodując duże zniszczenia w infrastrukturze, budynkach i sadach.

## Demografia
Większość mieszkańców kibucu jest Żydami, jednak nie wszyscy identyfikują się z judaizmem. Tutejsza populacja jest świecka:

## Gospodarka i infrastruktura
Gospodarka kibucu opiera się na intensywnym rolnictwie i sadownictwie. Uprawy rolne obejmują głównie pszenicę, owies i koniczynę. W sadach hoduje się awokado, migdały i oliwki. Hodowla owiec jest nastawiona na produkcję mleka i mięsa. We wschodniej części kibucu znajduje się strefa przemysłowa, w której działa zakład Zohar produkujący środki czystości i detergenty. Spółka Arad Ltd. specjalizuje się w produkcji nowatorskich liczników wody. Spółka Bio Dalia jest jedynym przedsiębiorstwem w Izraelu, które produkuje na skalę przemysłową substancję do produkcji związanej z fermentacją i bioprocesami. W kibucu znajduje się przychodnia zdrowia, sklep wielobranżowy oraz warsztat mechaniczny.
Na zachód od kibucu, w wadi strumienia Szelef znajduje się wylot podziemnego tunelu wodociągu Mekorot, który doprowadza wodę z Jeziora Tyberiadzkiego do położonej na południu kraju pustyni Negew. Tunel ma średnicę około 3,5 metra i długość około 7 km. Wlot do tunelu znajduje się przy strumieniu Gachara w Dolinie Jezreel (pomiędzy kibucami Ha-Zore’a i Miszmar ha-Emek). Został on wybudowany w 2008 roku.

## Transport
Z kibucu wyjeżdża się na wschód na drogę nr 672, którą jadąc na południe dojeżdża się do kibucu Galed, lub jadąc na północ do skrzyżowań z drogami nr 6953 (prowadzi na wschód do kibucu En ha-Szofet) i nr 6954 (prowadzi na wschód do kibucu Ramat ha-Szofet i na zachód do kibucu Ramot Menasze). Jadąc dalej na północ drogą nr 672 dojeżdża się do wiosek komunalnych En ha-Emek i Eljakim oraz węzła drogowego z drogą ekspresową nr 70. Na zachód od kibucu przebiega autostrada nr 6, brak jednak możliwości bezpośredniego wjazdu na nią (wjazd z drogi ekspresowej nr 70). Autostrada przebiega tutaj mostem ponad wadi strumienia Szelef.

## Edukacja i kultura
Kibuc utrzymuje przedszkole. Starsze dzieci są dowożone do szkoły podstawowej w kibucu En ha-Szofet. W kibucu jest ośrodek kultury z biblioteką. W południowej części osady jest położony duży amfiteatr z widokiem na dolinę. W latach 1944, 1947, 1951, 1958 i 1968 organizowany był tutaj międzynarodowy festiwal tańca folkorystycznego. Obecnie miejsce jest opuszczone i zaniedbane. Natomiast we wschodniej części kibucu jest położony ogród rzeźby. Powstał on w 2011 roku staraniem jednego z mieszkańców osiedla. W ramach zajęć kulturalnych przyprowadza się tutaj grupy szkolne, aby w otoczeniu rzeźb i przyrody podziwiali zachód słońca na horyzoncie. Z obiektów sportowych jest basen pływacki, korty tenisowe, sala sportowa z siłownią oraz boisko do piłki nożnej. Jest tu także synagoga i mykwa.

## Turystyka
W osadzie mieści się ośrodek rekreacyjny Trawy Zohar, w którym istnieje możliwość wynajęcia drewnianych domków noclegowych i skorzystać z bogatej oferty turystycznej. Niewielka stadnina koni umożliwia konne przejażdżki po okolicy.
W niewielkiej odległości na wschód od kibucu znajduje się zachowane miejsce pierwotnej lokalizacji kibucu z 1939 roku. W cieniu drzew eukaliptusowych znajdują się pozostałości palisady oraz wieża obserwacyjna. Teren jest ogrodzony i jego zwiedzanie jest możliwe po uzgodnieniu z sekretariatem kibucu. Położone na północy wadi strumienia Szelef jest porośnięte bujną roślinnością. W 2013 roku przeprowadzono tam prace porządkowe, udostępniając małe jeziorka oraz niewielki naturalny basen. Są to popularne miejsca wycieczkowe, gdzie w upalne dni można znaleźć ochłodę. W cieniu drzew wystawiono ławki. W 2008 roku utworzono rezerwat przyrody Nachal Dalijja, który chroni dorzecze strumienia Dalijja pomiędzy kibucem Dalijja i moszawem Bat Szelomo. Rezerwat zajmuje powierzchnię prawie 800 hektarów, na której ochronie podlega różnorodna roślinność. Obszar całej Wyżyny Menassesa stanowi od 2011 roku rezerwat biosfery UNESCO. Rezerwat biosfery obejmuje obszary zalesione, źródła strumieni, wzgórza wulkaniczne i stanowiska archeologiczne.